# Ráksahegy
Ráksahegy (Racșa-Vii), település Romániában, a Partiumban, Szatmár megyében.

## Fekvése
Ráksa közelében fekvő település.

## Története
Ráskahegy 1966 előtt Ráska része volt. 1966-ban vált külön. Ekkor 368 román lakosa volt.
2002-ben 297 román lakost számoltak itt össze.